# 加拿大人口普查
加拿大統計局每五年會对加拿大进行一次全国人口普查 ，一般是在以1或6結尾的年份進行普查。人口普查提供的加拿大人口数据用于计划包括卫生保健，教育和运输在内的公共服务，确定联邦財政转移支付 ， 并确定每个加拿大行政区划的加拿大下議院人数。 根據最新2021年的人口普查，加拿大共有3699萬1981人。

## 歷次普查列表
普查包括作為法國和英國殖民地時期的人口普查，以及1867年加拿大聯邦化後的人口普查。
- 1666年新法蘭西人口普查：殖民地的第一次人口普查
- 1825年下加拿大人口普查
- 1831年下加拿大人口普查
- 1842年下加拿大人口普查
- 1852年加拿大人口普查
- 1861年加拿大人口普查
- 1871年加拿大人口普查：加拿大聯邦化後的第一次人口普查
- 1881年加拿大人口普查
- 1891年加拿大人口普查
- 1901年加拿大人口普查
- 1906年加拿大人口普查（英语：1906_Canadian_Census）
- 1911年加拿大人口普查
- 1916年加拿大人口普查（英语：1916_Canadian_Census）
- 1921年加拿大人口普查
- 1926年加拿大人口普查（英语：1926_Canadian_Census）
- 1931年加拿大人口普查
- 1936年加拿大人口普查（英语：1936_Canadian_Census）
- 1941年加拿大人口普查
- 1946年加拿大人口普查（英语：1946_Canadian_Census）
- 1951年加拿大人口普查
- 1956年加拿大人口普查
- 1961年加拿大人口普查
- 1966年加拿大人口普查
- 1971年加拿大人口普查
- 1976年加拿大人口普查
- 1981年加拿大人口普查
- 1986年加拿大人口普查
- 1991年加拿大人口普查
- 1996年加拿大人口普查
- 2001年加拿大人口普查
- 2006年加拿大人口普查
- 2011年加拿大人口普查
- 2016年加拿大人口普查
- 2021年加拿大人口普查
- 2026年加拿大人口普查

## 註释
1. ↑  如最近的2021年人口普查，之前的2016年人口普查、2011年人口普查，2006年人口普查、2001年人口普查等等